# Launceston City
Koordinaten: 41° 27′ S, 147° 9′ O

Die City of Launceston ist ein lokales Verwaltungsgebiet (LGA) im australischen Bundesstaat Tasmanien. Das Gebiet ist 1405 km² groß und hat etwa 65.000 Einwohner (2016).
Launceston liegt im Nordosten der Insel etwa 165 Kilometer nördlich der Hauptstadt Hobart. Das Gebiet umfasst 42 Ortsteile und Ortschaften: Bangor, Burns Creek, Dilston, Invermay, Kings Meadows, Karoola, Lalia, Launceston, East Launceston, South Launceston, West Launceston, Lebrina, Lilydale, North Lilydale, Mayfield, Mowbray, Myrtle Bank, Newnham, Newstead, Norwood, Nunamara, Patersonia, Prospect, Punchbowl, Ravenswood, Relbia, Retreat, Rocherlea, St Leonards, Swan Bay, Targa, Tayene, Tunnel, Trevallyn, Turners Marsh, Lower Turners Marsh, Underwood, Wattle Corner, Waverley, White Hills, Windermere, Youngtown. Der Sitz des City Councils befindet sich im Stadtteil Launceston im Südwesten der LGA, wo etwa 3000 Einwohner leben (2016).

## Verwaltung
Der Launceston City Council hat zwölf Mitglieder. Der Mayor (Bürgermeister), sein Deputy (Stellvertreter) und zehn Aldermen werden direkt von den Bewohnern der LGA gewählt. Launceston ist nicht in Bezirke untergliedert.